# 洞庭小鰾鮈
洞庭小鰾鮈（学名：Microphysogobio tungtingensis）为輻鰭魚綱鯉形目鲤科小鰾鮈屬的鱼类，是中国的特有物种。分布于湖南洞庭湖和其上游沆江水系等，體長可達11.6公分。该物种的模式产地在洞庭湖。

## 扩展阅读
維基物種上的相關：洞庭小鰾鮈